# Paul Dirac

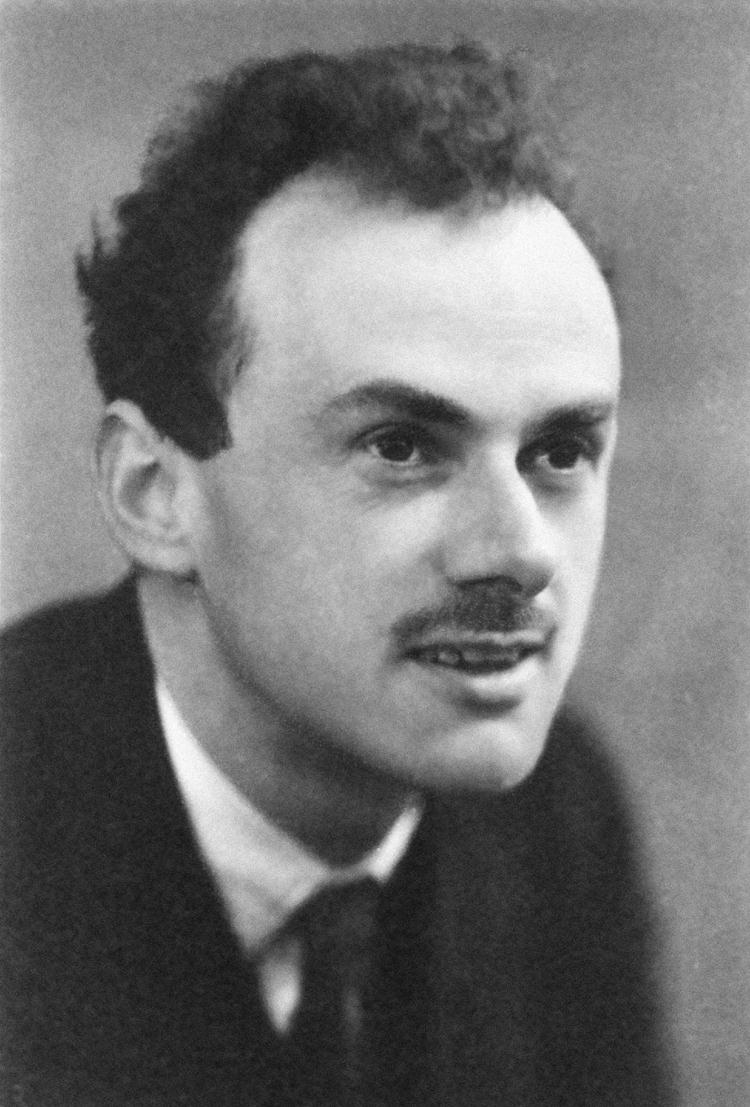
Paul Dirac 1933

Paul Adrien Maurice Dirac (* 8. August 1902 in Bristol; † 20. Oktober 1984 in Tallahassee) war ein britischer Physiker.
Dirac war ein Mitbegründer der Quantenmechanik. 1933 wurde er mit dem Nobelpreis für Physik ausgezeichnet. Eine seiner wichtigsten Entdeckungen ist in der Dirac-Gleichung von 1928 beschrieben, in der Einsteins Spezielle Relativitätstheorie und die Quantenmechanik erstmals zusammengebracht werden konnten. Damit legte er auch die Grundlagen für den späteren Nachweis von Antimaterie.

## Leben
Dirac wurde in Bristol, Gloucestershire, England geboren. Sein Vater Charles Dirac war Schweizer mit Wurzeln im französischsprachigen Saint-Maurice im Wallis; er unterrichtete in Bristol an Diracs Schule das Fach Französisch. Seine Mutter, Florence Holten, war die Tochter eines Seemanns aus Cornwall. Seine Kindheit war infolge des strengen und autoritären Verhaltens des Vaters unglücklich – sein Bruder Felix nahm sich im März 1925 das Leben.
Dirac studierte zunächst 1921 Elektrotechnik in Bristol, wechselte dann zur Mathematik und bekam 1923 ein Stipendium für die Universität Cambridge, wo er bei Ralph Howard Fowler studierte. 1926 schloss er das Studium mit einer Dissertation zur Quantenmechanik ab.

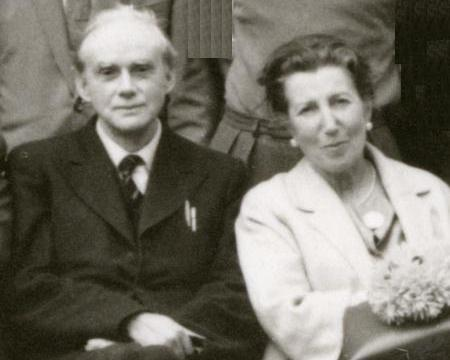
Paul Dirac mit seiner Frau Margit
Juli 1963 in Kopenhagen

Von 1932 bis 1969 war Dirac Professor des Lucasischen Lehrstuhls für Mathematik an der Universität Cambridge. 1934 war er am neu gegründeten Institute for Advanced Study (in Princeton, New Jersey, aber getrennt von der Universität) als Gastprofessor tätig. 1937 heiratete er Margit Wigner (1904–2002), die Schwester des Physikers Eugene Wigner. Margit Wigner brachte dabei aus einer früheren Ehe einen Sohn mit, und somit wurde der Mathematiker Gabriel Andrew Dirac Diracs Stiefsohn. Während des Zweiten Weltkriegs arbeitete Dirac an Gaszentrifugen zur Urananreicherung. Ab 1970 war er an der Florida State University in Tallahassee in Florida tätig.

## Leistungen
1925 fand Paul Dirac in seiner Dissertation die klassische Entsprechung der neuen quantenmechanischen Kommutatoren von Heisenberg, Born und Jordan in Form der Poisson-Klammern der klassischen Mechanik. 1926 entwickelte er eine abstrakte Fassung der Quantenmechanik („Transformationstheorie“), die die Matrizenmechanik Heisenbergs und die Wellenmechanik Schrödingers als Spezialfälle enthielt. Somit konnte er unabhängig von Schrödinger die Äquivalenz beider Theorien zeigen. Die klassische Mechanik ergibt sich in seiner Theorie als Spezialfall der Quantenmechanik. Von Dirac stammt auch die Einführung des Wechselwirkungsbilds, das für die Berechnung der zeitlichen Entwicklung zwischen dem Schrödinger- und dem Heisenberg-Bild liegt.

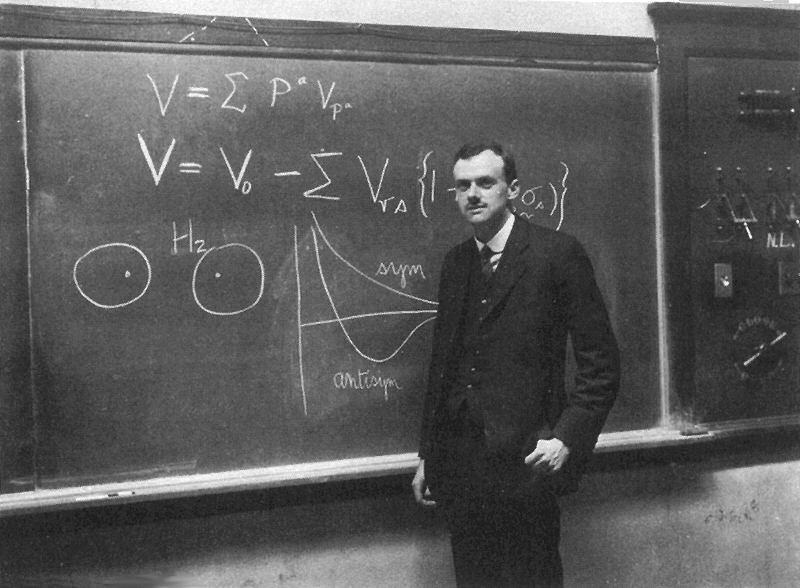
Paul Dirac an der Tafel

1928 stellte er auf Grundlage der Arbeit von Wolfgang Pauli über das Ausschließungsprinzip  die nach ihm benannte Dirac-Gleichung auf, bei der es sich um eine relativistische, also auf der speziellen Relativitätstheorie beruhende Wellengleichung 1. Ordnung zur Beschreibung des Elektrons handelt. Dirac fand sie, indem er von der relativistischen Wellengleichung 2. Ordnung von Charles Galton Darwin ausging (einer Weiterentwicklung der Klein-Gordon-Gleichung) und ein wenig mit „Gleichungen herumspielte“, das heißt, er suchte einen Ansatz für eine entsprechende Gleichung 1. Ordnung, die sich nur mit dem Einführen von Spinoren und Dirac-Matrizen gewinnen ließ und deren „Quadrat“ wieder die relativistische Wellengleichung ergibt. Sie lieferte z. B. eine theoretische Erklärung für den anomalen Zeeman-Effekt und die Feinstruktur in der Atomspektroskopie und erklärte den Spin, der bis dahin in der Quantenmechanik als grundlegendes, aber unverstandenes Phänomen bekannt war, als natürliche Folge seiner relativistischen Wellengleichung.
Seine Gleichung erlaubte es Dirac auch, die Löchertheorie zu formulieren und die Existenz des Positrons, des Antiteilchens des Elektrons, vorherzusagen; er scheute aber zunächst davor zurück, öffentlich ein neues Teilchen zu postulieren, und identifizierte das negative Antiteilchen des Elektrons mit dem Proton.  Im Dirac-Bild der Quantenfeldtheorie besteht das Vakuum in Analogie zur Festkörperphysik aus einem bis zur Fermigrenze gefüllten Dirac-See von Elektronen. Paarerzeugung im Vakuum ist die Anregung eines Elektrons aus diesem Dirac-See über die Fermigrenze hinaus – das hinterlassene „Loch“ in dem Diracsee ist das Positron.
Sein 1930 veröffentlichtes Buch The Principles of Quantum Mechanics (deutsch Die Prinzipien der Quantenmechanik, 1930) war wegbereitend für den Gebrauch linearer Operatoren als Verallgemeinerung der Theorien von Heisenberg und Schrödinger („Transformationstheorie“). Mit ihr wurde auch das Deltafunktional (eine spezielle Distribution, auch Diracfunktion oder Deltafunktion genannt) sowie die Bra-Ket-Notation verwendet, in der {\displaystyle |\Psi \rangle } einen Zustandsvektor im Hilbertraum eines Systems bezeichnet und {\displaystyle \langle \Psi |} den zu ihm dualen Vektor. Das oben genannte Lehrbuch ist bis heute ein Standardwerk und war in Diracs Augen so perfekt, dass er in seinen Vorlesungen einfach daraus vorlas.
Dirac schuf den Begriff des Bosons in Anerkennung der Verdienste von Satyendra Nath Bose um die Quantenstatistik. Er entdeckte unabhängig von Enrico Fermi die Statistik der Fermionen (Fermi-Dirac-Statistik), erkannte aber die Priorität Fermis an.
1931 postulierte er als erster die Existenz eines magnetischen Monopols, also eines Teilchens mit magnetischer Ladung, ähnlich der elektrischen Ladung z. B. beim Elektron. Die Existenz eines solchen Teilchens, das bisher nicht beobachtet wurde, würde die Quantisierung der elektrischen Ladung erklären. Dahinter stecken letztlich topologische Ideen, die hier erstmals in der Quantenmechanik auftauchen.
In seiner „Large number hypothesis“ versucht Dirac – plausibler als ähnliche Versuche Eddingtons – einen Zusammenhang zwischen der Größe der Fundamentalkonstanten und der gegenwärtigen Ausdehnung des Universums zu geben. Daraus ergeben sich Spekulationen über die zeitliche Variation der Naturkonstanten, denen bis heute experimentell nachgegangen wird. Diracs großer Konkurrent auf dem Gebiet quantenmechanischer Formalismen, Pascual Jordan, griff diese Ideen in einer eigenen Theorie der Gravitation mit variabler Gravitationskonstante auf.
In seiner Untersuchung der klassischen Theorie strahlender Elektronen von 1938 tauchten neben „runaway solutions“ auch erstmals Renormierungsideen auf. Das Auftreten divergenter Ausdrücke in der üblichen Renormierungstheorie der Quantenelektrodynamik, die dann in die Definition der „nackten“ Ladung und Masse zum Verschwinden gebracht werden, lehnte er aber zeitlebens ab.

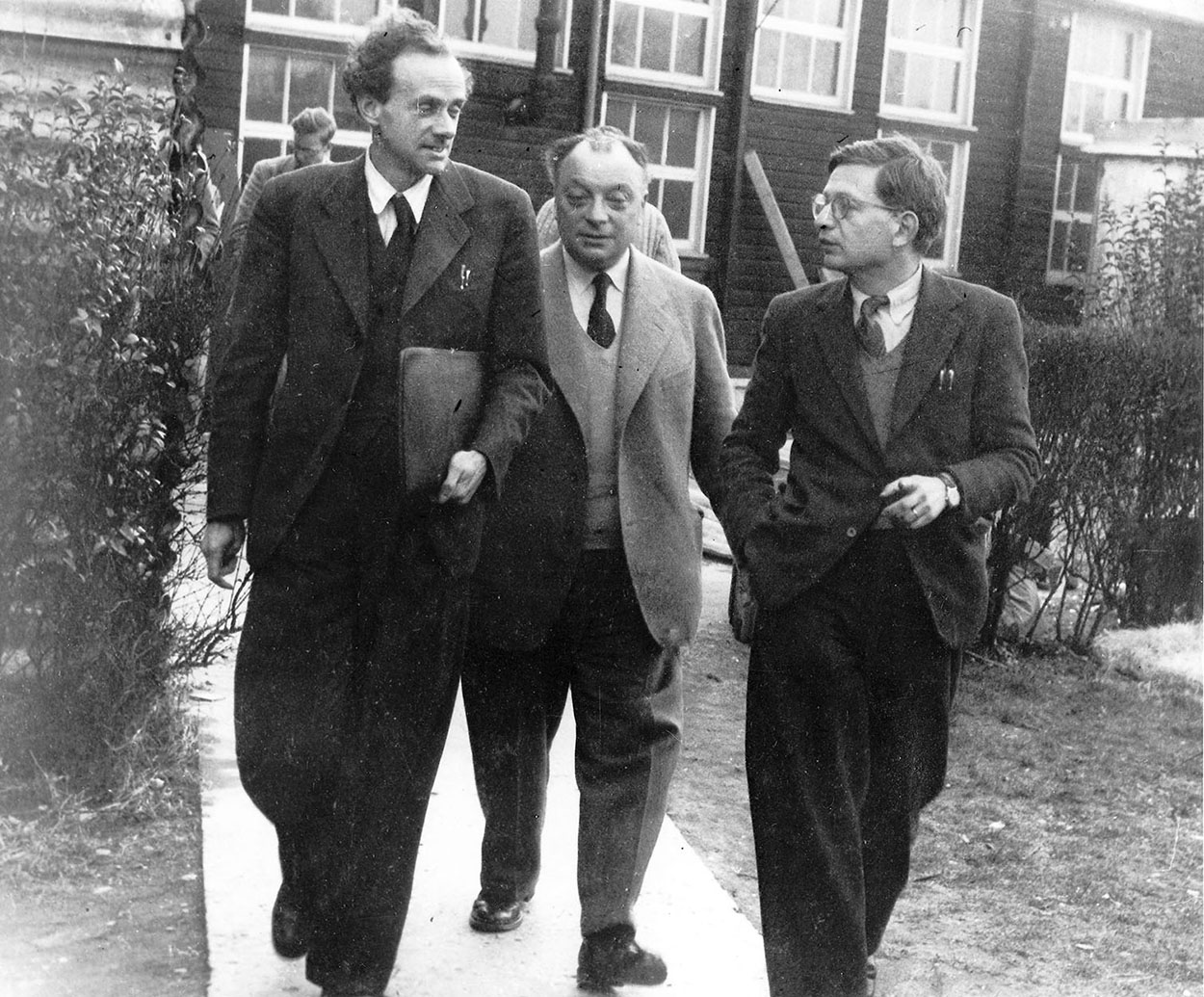
Paul Dirac, Wolfgang Pauli und Rudolf Peierls, 1953 in Birmingham

Dirac ist auch der Erfinder vieler weiterer Formalismen der theoretischen Physik. Beispielsweise stammt von ihm die ursprüngliche Idee zu Pfadintegralen, die als alternativer Zugang zur Quantenmechanik aber erst durch Richard Feynman „ernst genommen“ und ausgebaut wurden. In einer Arbeit aus dem Jahre 1949 erfand er die „light cone quantization“ (Lichtfrontformalismus) der Quantenfeldtheorie, die in der Hochenergiephysik viel verwendet wird. In den 1950er Jahren versuchte Dirac dann, den von ihm postulierten Dirac-See als universellen Äther auszulegen.
Er untersuchte auch ganz allgemein hamiltonsche Systeme mit „constraints“ (Zwangsbedingungen), speziell um einen Zugang zur Quantisierung der Gravitation zu finden. Diese Arbeiten gingen später in der BRST-Formulierung auf. Seine Untersuchung ausgedehnter Systeme in der Quantenfeldtheorie 1962 ist ein Vorläufer der p-branes und bag-Modelle späterer Jahre.

## Persönlichkeit
Dirac war von zurückhaltender Natur. Es machte ihm nichts aus, in Gesellschaft zu schweigen und auf Fragen nur sehr wortkarge, einer strikten Wahrheitsliebe verpflichtete Antworten zu geben, wovon zahlreiche Anekdoten verbreitet waren.
Dirac war überzeugter Atheist. Auf die Frage nach seiner Meinung zu Diracs Ansichten bemerkte Wolfgang Pauli in Anspielung auf das islamische Gottesbekenntnis:

„Wenn ich Dirac richtig verstehe, meint er Folgendes: Es gibt keinen Gott und Dirac ist sein Prophet.“

## Ehrungen

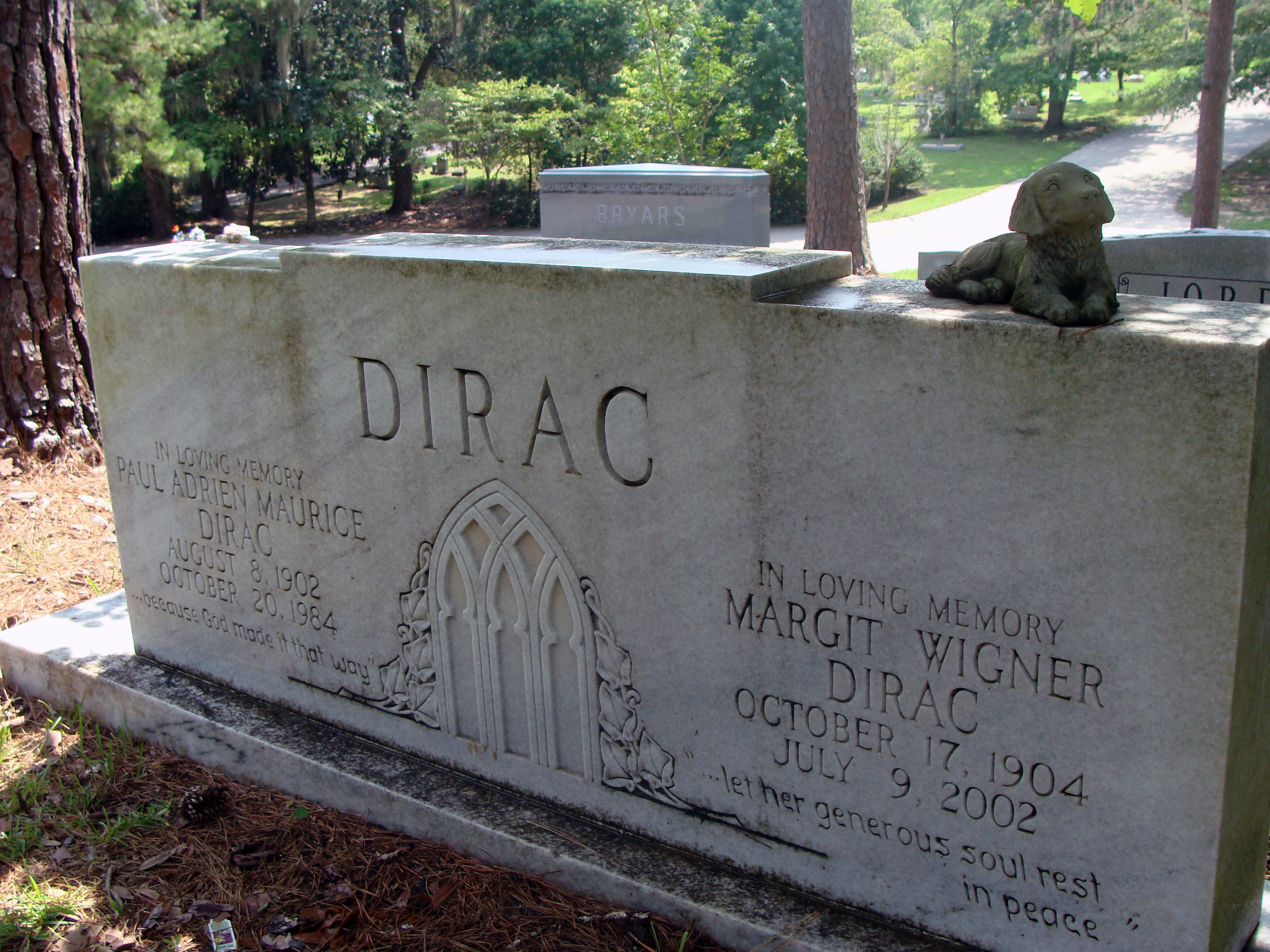
Grabstätte von Paul Dirac und seiner Frau Margit auf dem Roselawn Cemetery, Tallahassee, Florida

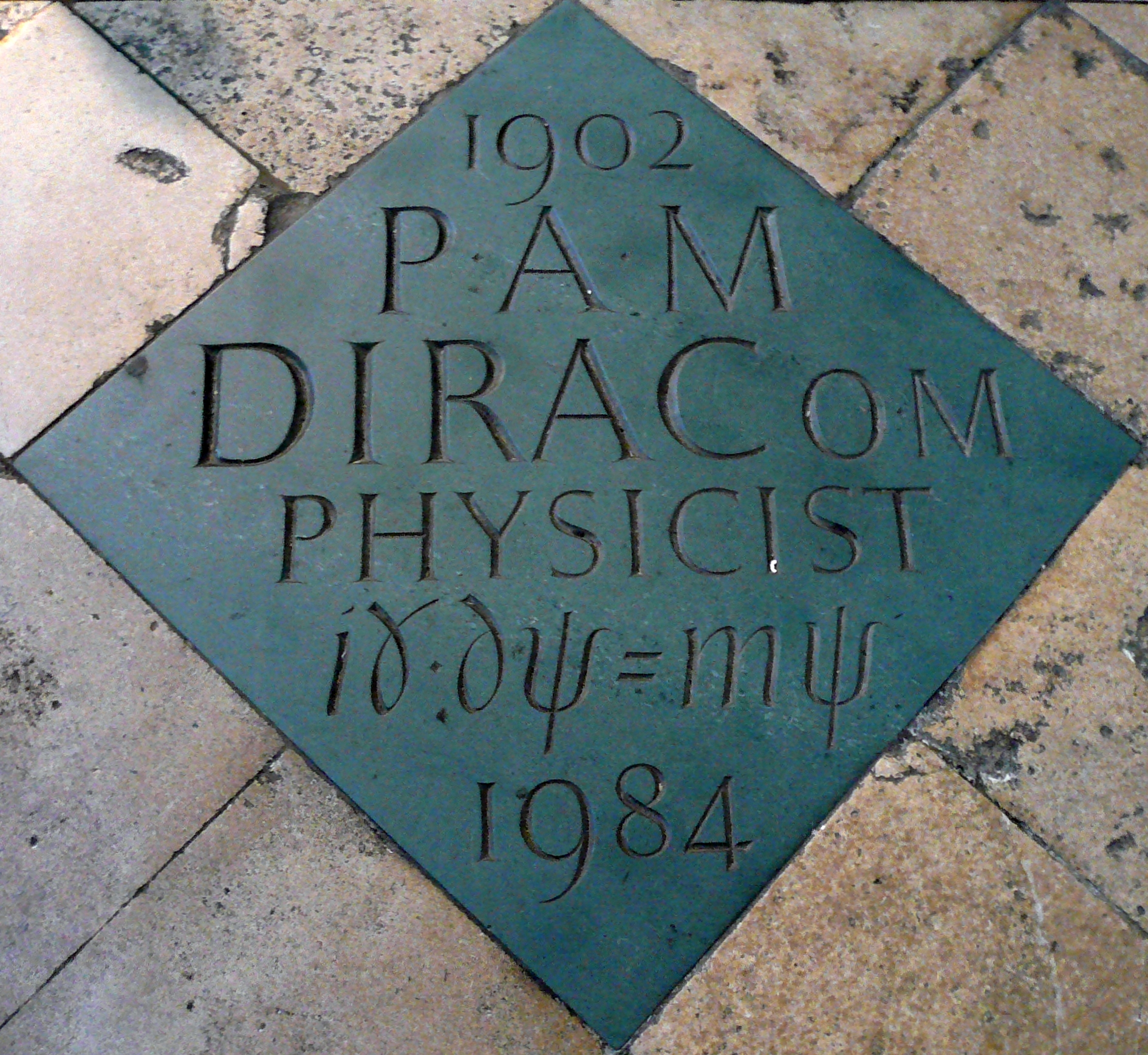
Gedenkplatte aus grünem Schiefer in der Westminster Abbey

Im Jahr 1933 erhielt Dirac zusammen mit Erwin Schrödinger den Nobelpreis für Physik „für die Entdeckung einer neuen, nützlichen Form der Atomtheorie“. 1930 wurde er als Mitglied („Fellow“) in die Royal Society gewählt, die ihm 1939 die Royal Medal und 1952 die Copley-Medaille verlieh. 1931 wurde er in die Akademie der Wissenschaften der UdSSR, 1938 in die American Philosophical Society, 1946 in die Royal Society of Edinburgh, 1949 in die National Academy of Sciences und 1950 in die American Academy of Arts and Sciences gewählt. 1952 wurde er mit der Max-Planck-Medaille ausgezeichnet. 1958 wurde er in die Accademia Nazionale dei Lincei in Rom aufgenommen; im gleichen Jahr erfolgte auch die Wahl zum Mitglied der Leopoldina. 1963 wurde er Mitglied (associé étranger) der Académie des sciences. Außerdem verlieh ihm die britische Krone den Order of Merit.
Ihm zu Ehren wird die Dirac-Medaille (ICTP) an Wissenschaftler für herausragende Leistungen verliehen und ebenso die Dirac Medal (UNSW) und die Dirac-Medaille (IOP). Nach Paul Dirac ist auch der Asteroid (5997) Dirac benannt.
Er liegt in Tallahassee begraben, es erinnert aber seit November 1995 ein Stein im Fußboden der Westminster Abbey nahe Newtons Grab an ihn, auf dem auch die Dirac-Gleichung eingemeißelt ist. Der Dean von Westminster Abbey Michael Mayne hatte sich dem lange widersetzt, da Dirac bekennender Atheist war.

## Werke
- The Principles of Quantum Mechanics, Oxford: Oxford University Press, 1958, ISBN 0-19-852011-5 (zuerst 1930, ab 3. Auflage 1947 bra-ket Notation, 4. Aufl.1957)
- Lectures on quantum mechanics 1966
- General Theory of Relativity, Princeton: Landmarks in Physics, 1996, ISBN 0-691-01146-X (zuerst 1975)
- Directions in physics, 1978 (Vorlesungen Australien 1975)
- Dalitz (Hrsg.) Collected Works of P.A.M.Dirac (1924–1938), Cambridge 1996

Einige Aufsätze:
- The fundamental equations of quantum mechanics, Proceedings Royal Society, Band 109, 1925, S. 642. doi:10.1098/rspa.1925.0150 (Zusammenhang klassischer Poisson-Brackett mit quantenmechanischer Kommutator)
- Physical interpretation of quantum dynamics, Proceedings of the Royal Society, Band 113, 1927, S. 621 (Transformationstheorie, seine allgemeine Formulierung der Quantenmechanik)
- On the theory of quantum mechanics, Proceedings of the Royal Society Band 112, 1926, 661 (Fermi-Dirac und Bose-Statistik)
- Quantum theory of emission and absorption of radiation (zweite Quantisierung, Grundlagen Quantenfeldtheorie)
- The quantum theory of the electron (PDF; 685 kB) Proceedings or the Royal Society Band 117, 1928, S. 610–624, Band 118, S. 351 (Diracgleichung, spin)
- A theory of electrons and positrons, Proceedings of the Royal Society, Band 126, 1930, 360 (Löchertheorie)
- Quantized singularities of the electromagnetic field (Memento vom 19. Februar 2008 im Internet Archive), Proc.Roy.Soc. Band 133, 1931, S. 60 (magnetisches Monopol, Vorhersage Positron)
- Proceedings Cambridge Philosophical Society, Band 35, 1939, S. 416 (erstmals bra-ket Notation)
- Proceedings Cambridge Philosophical Society, Band 25, 1929, S. 62 (Dichtematrix, weniger abstrakt als bei John von Neumann)